# Ormtjärnen, Härjedalen
Ormtjärnen är en sjö i Härjedalens kommun i Härjedalen och ingår i Ljusnans huvudavrinningsområde. Sjön har en area på 0,149 kvadratkilometer och ligger 444,3 meter över havet. Sjön avvattnas av vattendraget Hundsjöån.

## Delavrinningsområde
Ormtjärnen ingår i det delavrinningsområde (686196-143245) som SMHI kallar för Utloppet av Ormtjärnen. Medelhöjden är 472 meter över havet och ytan är 0,93 kvadratkilometer. Det finns inga avrinningsområden uppströms utan avrinningsområdet är högsta punkten. Hundsjöån som avvattnar avrinningsområdet har biflödesordning 3, vilket innebär att vattnet flödar genom totalt 3 vattendrag innan det når havet efter 261 kilometer. Avrinningsområdet består mestadels av skog (74 procent). Avrinningsområdet har 0,15 kvadratkilometer vattenytor vilket ger det en sjöprocent på 16,3 procent.